# Xã Kelly, Quận Union, Pennsylvania
Xã Kelly (tiếng Anh: Kelly Township) là một xã thuộc quận Union, tiểu bang Pennsylvania, Hoa Kỳ. Năm 2010, dân số của xã này là 5.491 người.